# 越谷市立東中学校
越谷市立東中学校（こしがやしりつ ひがしちゅうがっこう）は、埼玉県越谷市東越谷にある公立中学校。

## 概要
- 越谷市は公立学校選択制を取り入れている。

## 沿革
- 1957年4月1日 - 越谷市立増林中学校、越谷市立大相模中学校を統合して創立[1]
- 1983年4月1日 - 越谷市立大相模中学校を分離

## 教育目標
大志をいだき、未来を拓け
- 自ら学び続ける生徒
- 心豊かで思いやりのある生徒
- 心身ともにたくましい生徒

## 部活動

### 運動部
- 陸上競技部
- 女子バレーボール部
- 女子バドミントン部
- 男子バドミントン部
- 女子ソフトテニス部
- 男子ソフトテニス部
- 野球部
- 男子バスケットボール部
- 女子バスケットボール部
- サッカー部
- 剣道部

### 文化部
- 美術部
- 日本文化部
- 吹奏楽部
- 囲碁・将棋部
- 家庭科部

## 通学区域
- 中島 - 全域
- 中島一丁目 - 全域
- 中島二丁目 - 全域
- 中島三丁目 - 全域
- 東越谷二丁目 - 全域
- 東越谷六丁目 - 一部
- 東越谷七丁目 - 全域
- 東越谷八丁目 - 全域
- 東越谷九丁目 - 全域
- 東越谷十丁目 - 全域
- 増林 - 一部
- 増林一丁目 - 全域
- 増林二丁目 - 全域
- 増林三丁目 - 全域
- 増森 - 全域
- 増森一丁目 - 全域
- 増森二丁目 - 全域
- 花田七丁目 - 全域[2]